# Pteroceras longicalcareum
Pteroceras longicalcareum är en orkidéart som först beskrevs av Oakes Ames och Robert Allen Rolfe, och fick sitt nu gällande namn av Leslie Andrew Garay. Pteroceras longicalcareum ingår i släktet Pteroceras och familjen orkidéer.
Artens utbredningsområde är Filippinerna. Inga underarter finns listade i Catalogue of Life.